# Никола Кечанин
Никола Кечанин (Чепин код Осијека, 6. август 1913 — Загреб, 5. јануар 1986) је био југословенски и хрватски вајар и учесник Народноослободилачке борбе.

## Биографија
Рођен је 1913. године у Чепину код Осијека. Гимназију је завршио 1930. у Осијеку, а дипломирао 1936. на Академији ликовних умјетности у Загребу, у класи Роберта Франгеша Михановића. Током студија прикључио се комунистичком покрету. Као млади вајар, пре рата је боравио и стварао у САД-у и Француској. По политичкој оријентацији био је левичар, те познавалац историје уметности и филозофије.
Био је учесник Народноослободилачког покрета у западној Славонији од 1941. године. Од 1942. радио је у Агитпропу Обласног комитета КПХ за Славонију, где је цртао плакате, летке и илустрације.
Након рата, радио је у Осијеку 1947–1949. године. У Загребу је  сарађивао с Вањом Радаушем, а од 1952. до пензионисања 1973. радио је као професор ликовног одгоја у даруварској гимназији „Маршал Тито“.
Излагао је на групним изложбама, углавном у Загребу.
Преминуо је 1986. године у Загребу.

## Стваралаштво
Аутор је већег броја споменика посвећених Народноослободилачкој борби широм Славоније. Бавио се споменичком пластиком партизанске тематике, коју је сам ливао у бронзи. Обликовао је соцреалистички монументалне људске фигуре и рељефе. Неке од њих су срушили националисти или уклониле локалне власти након 1991. године.
Нека његова дела су:
- Споменик палим борцима и жртвама фашизма, Воћин, почетак 1950−их (фигура борца срушена)[3]
- Споменик палим борцима, Дуго Село, 1950. година.
- Споменик палим борцима, Нашице, 1950. година (са главног трга премештен у музеј)[3]
- Споменик палим борцима у Болманској бици, Болман 1951. година
- Споменик жртвама фашизма, Осијек 1952. година (миниран 1991. године)[3]
- Споменик палим борцима и жртвама фашизма, Дарувар, 1953. година.
- Споменик жртвама фашизма, Брођанци, 1955. година (срушен по налогу тадашњег жупана 1997. године)[3]
- Споменик побијеним избеглицама са Козаре, Слобоштина, 1959. година (Хрватска војска сравнила је и село и споменик)[3]
- Споменик палим борцима и жртвама фашизма, Ада код Осијека, 1961. година
- Споменик палим борцима и жртвама фашизма, Паулин Двор, 1962. година
- Споменик палим борцима и жртвама фашизма, Чепин